# Dipoena foliata
Dipoena foliata är en spindelart som beskrevs av Eugen von Keyserling 1886. Dipoena foliata ingår i släktet Dipoena och familjen klotspindlar. Inga underarter finns listade i Catalogue of Life.